# نوترینوی خورشیدی

نوترینوهای خورشیدی (زنجیرهٔ پروتون-پروتون) در مدل استاندارد خورشیدی)

نوترینوی خورشیدی (انگلیسی: Solar neutrino) الکترون نوترینوهایی هستند که در خورشید به عنوان محصولی از همجوشی هسته‌ای در خورشید تولید می‌شود. نوترینوهای خورشیدی با تفاوت بسیار بالایی بزرگترین شار نوترینوهایی که از منابع طبیعی روی زمین مشاهده می‌شوند را تشکیل می‌دهند؛ این در مقایسه با مثال نوترینوهای اتمسفری یا ابرنواختری یا پس زمینه‌های نوترینوی منتشر شدهٔ ابرنواخترها است.

## مکانیسم‌های تولید

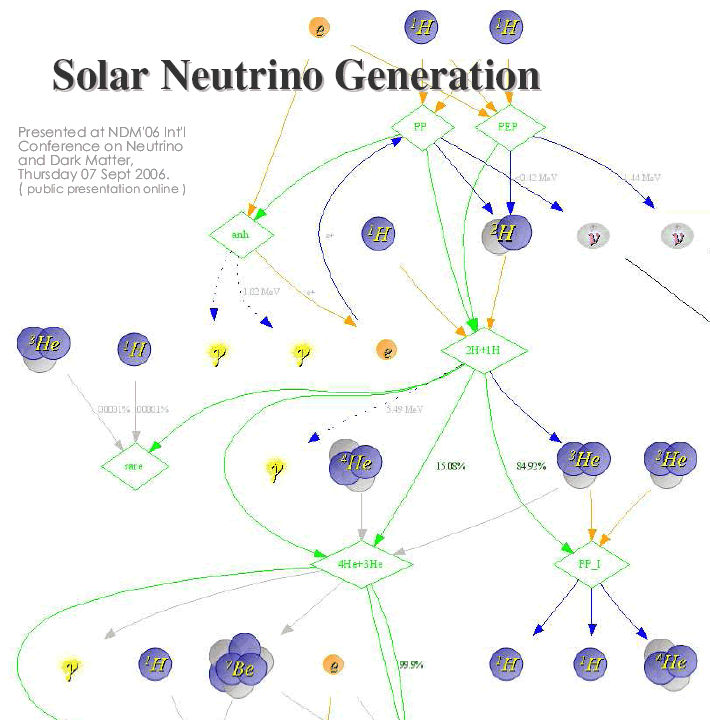
تولید نوترینوی خورشیدی

نوترینوهای خورشیدی از طریق واکنش‌های مختلف همجوشی هسته‌ای در هستهٔ خورشید تولید می‌شوند که هر یک از آنها با سرعت خاصی اتفاق می‌افتد و منجر به طیف انرژی‌های نوترینو خود می‌شود. جزئیات برجسته‌ترین این واکنش‌ها در زیر شرح داده شده‌است.
سهم اصلی از طریق واکنش پروتون و پروتون حاصل می‌شود. واکنش این است:
{\displaystyle {\text{p}}+{\text{p}}\to {\text{d}}+{\text{e}}^{+}+\operatorname {\nu } _{\text{e}}}
یا در گفتار:
دو پروتون {\displaystyle \to } دوتریوم + پوزیترون + الکترون نوترینو.